# Athanase Fossé
Athanase Fossé, né le 7 janvier 1851 à Allonville (Somme) et mort le 18 juin 1923 à Paris, est un sculpteur français.

## Biographie
Issu d'une famille de petits commerçants, Athanase Fossé réalise des petites sculptures en craie dans sa jeunesse. Il entre à l'école des beaux-arts d'Amiens dans l'atelier d'Arsène Letellier, puis il est admis à l'École des beaux-arts de Paris en 1874 où il devient l'élève de Jules Cavelier. Il débute au Salon de 1876 avec son buste du sculpteur Théophile Caudron. Il envoie régulièrement ses œuvres au Salon. Athanase Fossé s'installe à Paris en 1885 et épouse son modèle Clémentine Gaemens. Il revient tous les ans en villégiature à Allonville. 
Ses sculptures sont conservées à Amiens, au musée de Picardie et au musée de l'Hôtel de Berny, à Péronne au musée Alfred-Danicourt ou à Paris.

## Œuvres dans les collections publiques
- Allonville :
  - église : Jeanne d'Arc, haut-relief.
  - Monument aux morts d'Allonville, 1920, bas-relief en marbre.
  - La nuit du 4 décembre 1851, inspirée des châtiments de Victor Hugo.
- Amiens :
  - cimetière de La Madeleine : monuments funéraires.
  - hospice Saint-Victor : décor sculpté.
  - hôtel de ville, fronton : La Justice et La Vigilance, 1880. Ces deux cariatides encadrent l'horloge centrale et sont surplombées par une République couronnée. Le fronton de l'aile est orné des armoiries de la ville accompagnées de sculptures représentant Les Arts et Les Lettres.
  - musée de Picardie :
    - Théophile Caudron, 1876, buste ;
    - Jules Barni, buste.
- Le Crotoy : Monument à Jeanne d'Arc, 1881[4],[5].
- Péronne, musée Alfred-Danicourt :
  - Buste de Charles-Henri Michel, 1908, plâtre[6]. Deux exemplaires en bronze furent détruits par les Allemands en 1914 et en 1940. Copie en béton à Fins dans la Somme ;
  - Jeanne d'Arc, buste en terre cuite[7].

## Salons
- 1876 : Buste de Théophile Caudron.
- 1887 : L'Enfant avait reçu deux balles dans la tête, groupe en marbre[8] Le groupe représente une grand-mère sur les genoux de laquelle est étendu le corps dénudé de son petit fils, un garçon de 8 ans tué le 4 décembre 1851 à Paris dans les échauffourées du coup d'état du 2 décembre. Victor Hugo a écrit un poème sur le sujet (Les Châtiments, Livre II : « L’Ordre est rétabli »), plusieurs tableaux et une autre statue ont illustré le drame.
- 1907 : Le Rire[9].

## Galerie

Œuvres d'Athanase Fossé
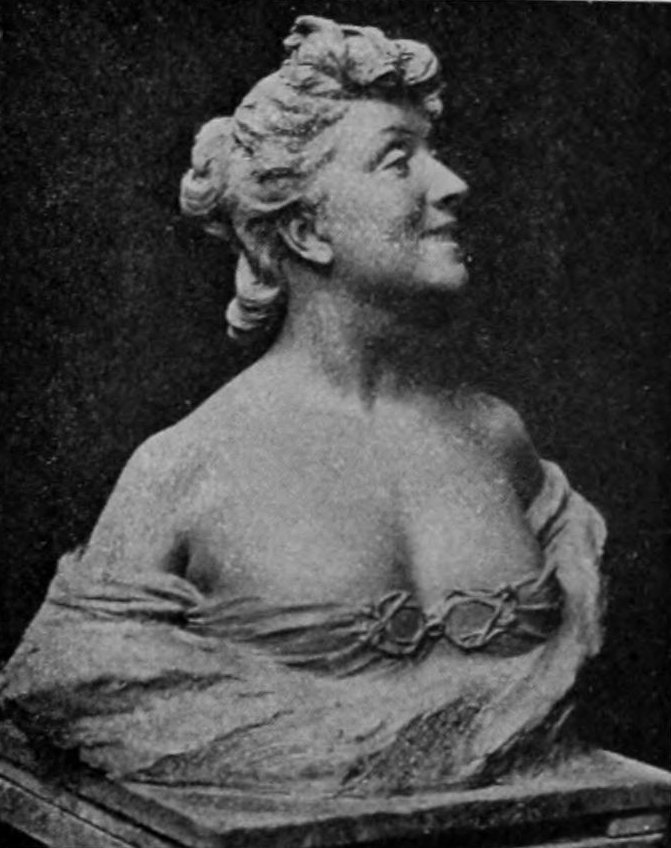
Le Rire (Salon de 1907).
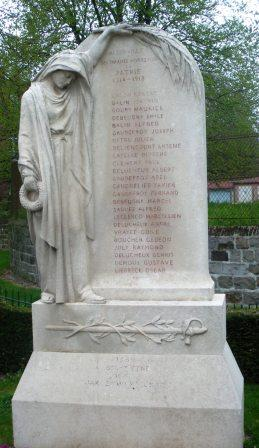
Le Monument aux morts d'Allonville (1920).
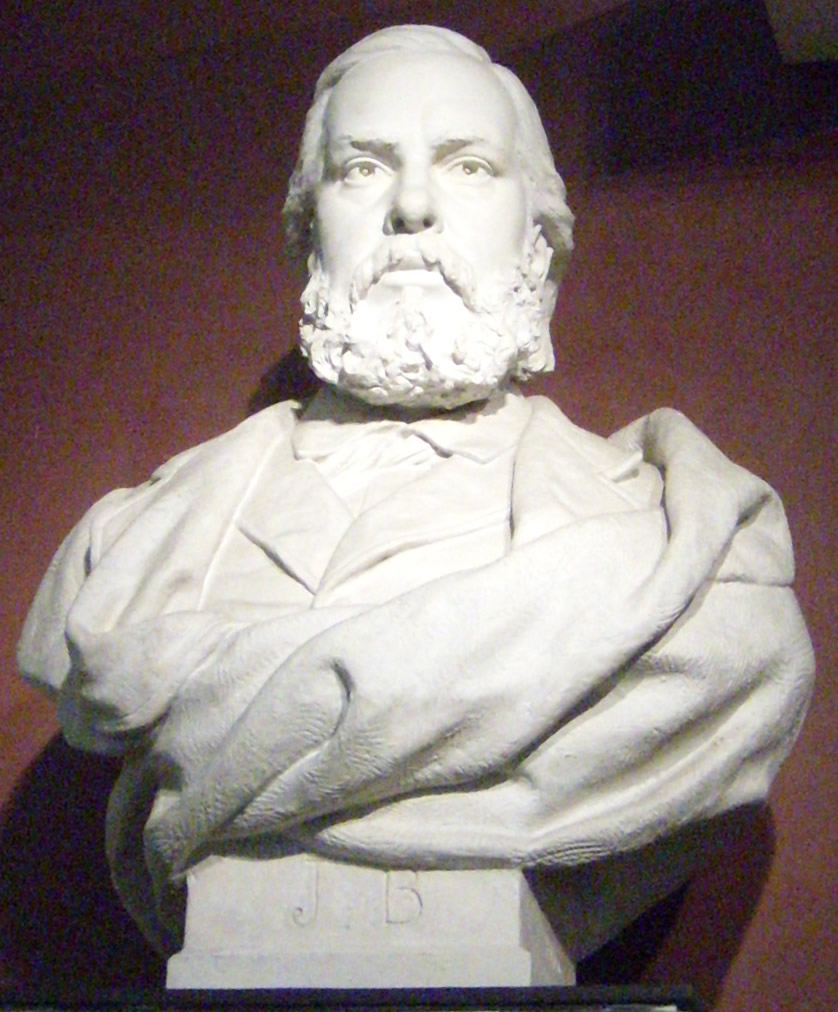
Jules Barni, Amiens, musée de Picardie.
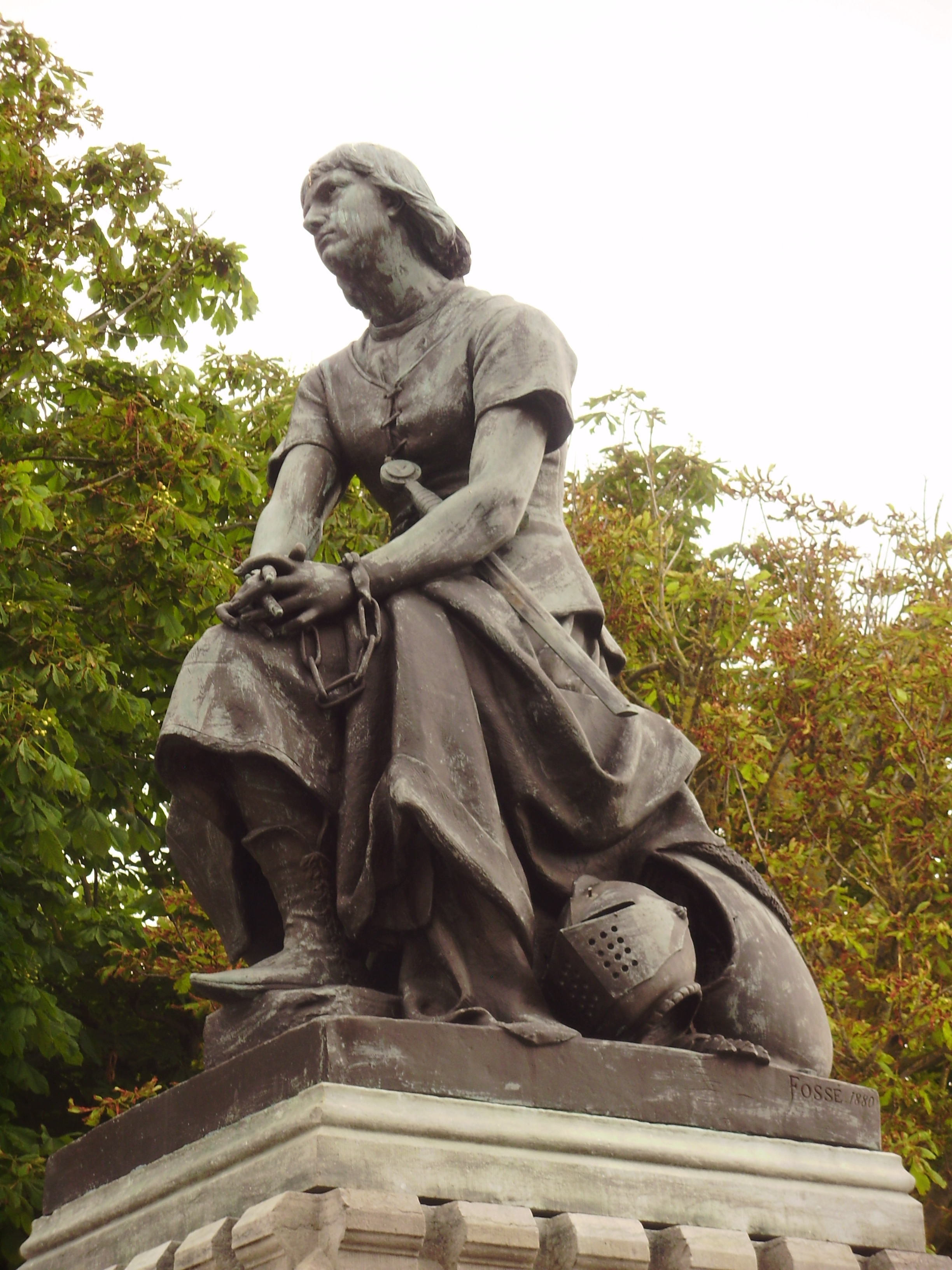
Jeanne d'Arc, Le Crotoy.